# ×Achimenantha
×Achimenantha, monotipski rod iz porodice gesnerijevki. Hibrid nastao 1973. križanjem rodova Achimenes i Smithiantha. Postoji više sorti. Cvjetovi se javljaju od crvene do ljubičaste boje i od žute do bijele
Jedina vrsta nazvana je ×A. naegelioides. Naziv Achimenantha je nelegitiman.